# San Pedro Viejo
San Pedro Viejo es un pueblo del municipio de Etchojoa ubicada en el sur del estado mexicano de Sonora, en la zona del valle del Mayo. Según los datos del Censo de Población y Vivienda realizado en 2020 por el Instituto Nacional de Estadística y Geografía (INEGI), el pueblo tiene un total de 963 habitantes.

## Geografía
San Pedro Viejo se sitúa en las coordenadas geográficas 27°01'10" de latitud norte y 109°37'20" de longitud oeste del meridiano de Greenwich, a una elevación de 27 metros sobre el nivel del mar.